# Тлумачення сновидінь (книга)
Тлумачення сновидінь (нім. Die Traumdeutung) — це книга 1900 року психоаналітика Зигмунда Фрейда, в якій автор вводить свою теорію тлумачення снів і обговорює те, що пізніше стане теорією едіпового комплексу.
Книга вперше була опублікована тиражем 600 примірників, які не продалися протягом восьми років. "Тлумачення сновидінь" згодом отримали популярність і ще сім публікацій були опубліковані під час життя Фрейда.

## Народження теорії
Теорія сновидінь Зигмунда Фрейда являє собою додаток ідей і методів психоаналізу до проблеми сновидіння. Фундаментальна для цієї теорії ідея про те, що сновидіння це код, шифр, у вигляді якого знаходять своє задоволення приховані бажання, прийшла до Фрейда ввечері в четвер, 24 липня 1895 року, в північно-східному кутку тераси одного віденського ресторану. Фрейд надавав своєму відкриттю виняткового значення. Він жартома казав потім, що на цьому місці варто було б прибити табличку: «Тут доктором Фрейдом була розкрита таємниця сновидінь».

## Огляд
Сновидіння, на думку Фрейда, формуються як результат двох психічних процесів. Перший процес включає в себе несвідомі сили, які створюють бажання, яке виражається мрією, а другий — це процес цензури, який примусово спотворює вираз бажання. З точки зору Фрейда, всі сни є формами «виконання бажання». Фрейд стверджує: «Моя презумпція, що мрії можуть бути інтерпретовані, відразу ставить мене в опозицію до правлячої теорії сновидінь і насправді до кожної теорії снів…»
Фрейд висунув ідею про те, що аналітик може розрізняти маніфестний вміст та прихований зміст сну. Прихований вміст відноситься до основного значення сну. Під час сну несвідоме конденсується, зміщується і формує уявлення про зміст сну, прихований зміст якого часто не піддається розпізнаванню індивіда після пробудження.
Критики стверджували, що теорія снів Фрейда потребує сексуальної інтерпретації. Фрейд, проте, заперечував цю критику, зазначивши, що «твердження, що всі сни потребують сексуального тлумачення ніде не виникає в моєму тлумаченні сновидінь. Цього не можна знайти в жодному з видань книги». Фрейд визнав, що «тлумачення сновидінь є королівським шляхом до пізнання несвідомої діяльності розуму».

## Українські переклади
- Зиґмунд Фройд. Тлумачення снів; пер. Володимира Чайковського — Харків: Фоліо, 2019. — 603 с.

## У кінематографі
- «Тлумачення сновидінь» (1990) — документальний фільм радянсько-австрійського виробництва, що висвітлює зміст однойменної роботи Фрейда.